# Al-Hurriya Sports Club
O Al-Hurriya Sports Club é um clube de futebol com sede em Aleppo, Síria. A equipe compete no Campeonato Sírio de Futebol.

## História
O clube foi fundado em 1952.